# Coupe des clubs champions européens féminine de handball 1988-1989
Navigation
Coupe des clubs champions 1987-1988 Coupe des clubs champions 1989-1990
La Coupe des clubs champions européens féminin de handball 1988–1989 est la 29e édition de la plus grande compétition européenne des clubs féminins de handball, organisée par l’IHF. Elle s'est tenue du 8 décembre 1988 au 1er mai 1989. 
Le club autrichien de l'Hypo Niederösterreich remporte pour la première fois la compétition s'imposant en finale face au club soviétique du Spartak Kiev, vainqueur 13 fois de la compétition et quadruple tenant du titre.

## Participants
Vingt-sept clubs issus de vingt-sept fédérations participent à la compétition.
Cinq clubs sont exemptés du tour préliminaire :
- le Spartak Kiev, tenant du titre ;
- l'Hypo Niederösterreich, du fait de sa présence en finale la saison précédente ;
- le Debreceni VSC, du fait de la présence en demi-finale du Budapest Spartacus SC la saison précédente ;
- le Voždovac Belgrade, du fait de la présence en demi-finale du ŽRK Radnički Belgrade la saison précédente
- le SC Leipzig, pour un motif inconnu (probablement par tirage au sort parmi les nations éliminées en quart de finale).

## Résultats

### Tour préliminaire
| Équipe 1                    | Score   | Équipe 2               | Aller | Retour |
| --------------------------- | ------- | ---------------------- | ----- | ------ |
| Iskra Partizánske (en)      | 46 – 40 | Ruch Chorzow           | 25-15 | 21-25  |
| Lyngså BK                   | 43 – 31 | AIFK Turku             | 28-15 | 15-16  |
| VIF Dimitrov Sofia          | 54 – 27 | Gymnastiki Enosi Véria | 29-12 | 25-15  |
| TV Lützellinden             | 77 – 19 | Espérance Rumelange    | 37-9  | 40-10  |
| ES Besançon                 | 44 – 25 | Initia Hasselt         | 22-8  | 22-17  |
| Iber Valencia               | 69 – 6  | Ginásio Sul            | 44-4  | 25-2   |
| Byåsen Trondheim            | 46 – 37 | Tyresö HF              | 29-19 | 17-18  |
| Mureșul Târgu Mureș (en)    | 65 – 20 | Arçelik SK             | 37-5  | 28-15  |
| Maccabi Kiriat Sharet Holon | 26 – 72 | SEW Vastgoed Hoorn     | 14-34 | 12-38  |
| LC Brühl St-Gall            | 34 – 42 | PF Cassano Magnago     | 23-19 | 11-23  |
| Wakefield Metros            | 23 – 60 | Fram Reykjavik         | 13-31 | 10-29  |

### Huitièmes de finale
| Équipe 1                 | Score    | Équipe 2               | Aller | Retour |
| ------------------------ | -------- | ---------------------- | ----- | ------ |
| Hypobank Vienne          | 51 – 36  | Iskra Partizánske (en) | 30-17 | 21-19  |
| SC Leipzig               | 60 – 32  | Lyngså BK              | 34-13 | 26-19  |
| Debreceni VSC            | 63 – 43  | VIF Dimitrov Sofia     | 35-19 | 28-24  |
| TV Lützellinden          | 40 – 39  | Voždovac Belgrade      | 26-18 | 14-21  |
| Iber Valencia            | 38 – 29  | ES Besançon            | 22-16 | 16-13  |
| Mureșul Târgu Mureș (en) | 51 – 50  | Byåsen Trondheim       | 32-23 | 19-27  |
| SEW Vastgoed Hoorn       | 42 – 42E | PF Cassano Magnago     | 25-19 | 17-23  |
| Fram Reykjavik           | 30 – 57  | Spartak Kiev           | 16-22 | 14-35  |

### Quarts de finale
| Équipe 1      | Score   | Équipe 2                 | Aller | Retour |
| ------------- | ------- | ------------------------ | ----- | ------ |
| SC Leipzig    | 42 – 53 | Hypobank Vienne          | 20-25 | 22-28  |
| Debreceni VSC | 42 – 40 | TV Lützellinden          | 20-22 | 22-18  |
| Iber Valencia | 45 – 52 | Mureșul Târgu Mureș (en) | 24-21 | 21-31  |
| Spartak Kiev  | 51 – 32 | PF Cassano Magnago       | 29-17 | 22-15  |

### Demi-finales
| Équipe 1                 | Score   | Équipe 2        | Aller | Retour |
| ------------------------ | ------- | --------------- | ----- | ------ |
| Debreceni VSC            | 39 – 49 | Hypobank Vienne | 24-29 | 15-20  |
| Mureșul Târgu Mureș (en) | 39 – 49 | Spartak Kiev    | 22-25 | 17-24  |

### Finale
| Équipe 1     | Score   | Équipe 2        | Aller        | Retour       |
| ------------ | ------- | --------------- | ------------ | ------------ |
| Spartak Kiev | 33 – 37 | Hypobank Vienne | 14-16 (10-8) | 19-21 (7-13) |

La finale aller est disputée à Kiev le 3 avril 1989 devant 1000 spectateurs :
- Spartak Kiev : Ina Chevtchenko (6 dont 6 pen.), Olga Semenova (en) (2), Tamila Oleksiouk (3 dont 2 pen.), Marina Bazanova (1), Tatiana Gorb (1), Victoria Garnoussova (1)...
- Hypobank Vienne : Mariann Rácz (GB) – Jasna Merdan-Kolar (4), Mária Labayová (4), Kerstin Jönßon (de) (4 dont 1 pen.), Mariann Gódor (Nagy) (2), Susanne Unger (en) (1), Teresa Żurowski (de) (1).

La finale retour est disputée à Vienne le 1er mai 1989 devant 2000 spectateurs :
- Hypobank Vienne : Vesna Radović (en) (GB) – Jasna Merdan-Kolar (12 dont 4 pen.), Mária Labayová (3), Mariann Gódor (Nagy) (2), Kerstin Jönßon (de) (1), Karin Prokop (de) (1), Susanne Unger (en) (1), Martina Neubauer (1).
- Spartak Kiev : Marina Bazanova (5 dont 1 pen.), Poliach (4 dont 1 pen.), Zhvaïkovskaïa (4), Larissa Karlova (4), Tatiana Gorb (2)...

## Les championnes d'Europe
| Champion d'Europe - Coupe des clubs champions féminine 1988–1989 Hypo Niederösterreich 2e titre |

L'effectif de l'Hypo Niederösterreich était notamment composé de :
- Éva Angyal (hu)
- Mariann Gódor (Nagy)
- Karin Hillinger
- Kerstin Jönßon (de)
- Mária Labayová
- Jasna Merdan-Kolar
- Martina Neubauer
- Karin Prokop (de)
- Mariann Rácz (GB)
- / Vesna Radović (en) (GB)
- Susanne Unger (en)
- Teresa Żurowski (de)

Entraîneur
- Gunnar Prokop